# Nothobomolochus denticulatus
Nothobomolochus denticulatus is een eenoogkreeftjessoort uit de familie van de Bomolochidae. De wetenschappelijke naam van de soort is voor het eerst geldig gepubliceerd in 1898 door Bassett-Smith.
Nothobomolochus-soorten zijn parasieten die leven in de kieuwholte van vissen. Théodore Monod beschreef in 1970 twee vrouwelijke exemplaren van N. denticulatus die aangetroffen waren in de kieuwholte van een Hemiramphus far in Madagaskar.